# Delahaye 12 CV

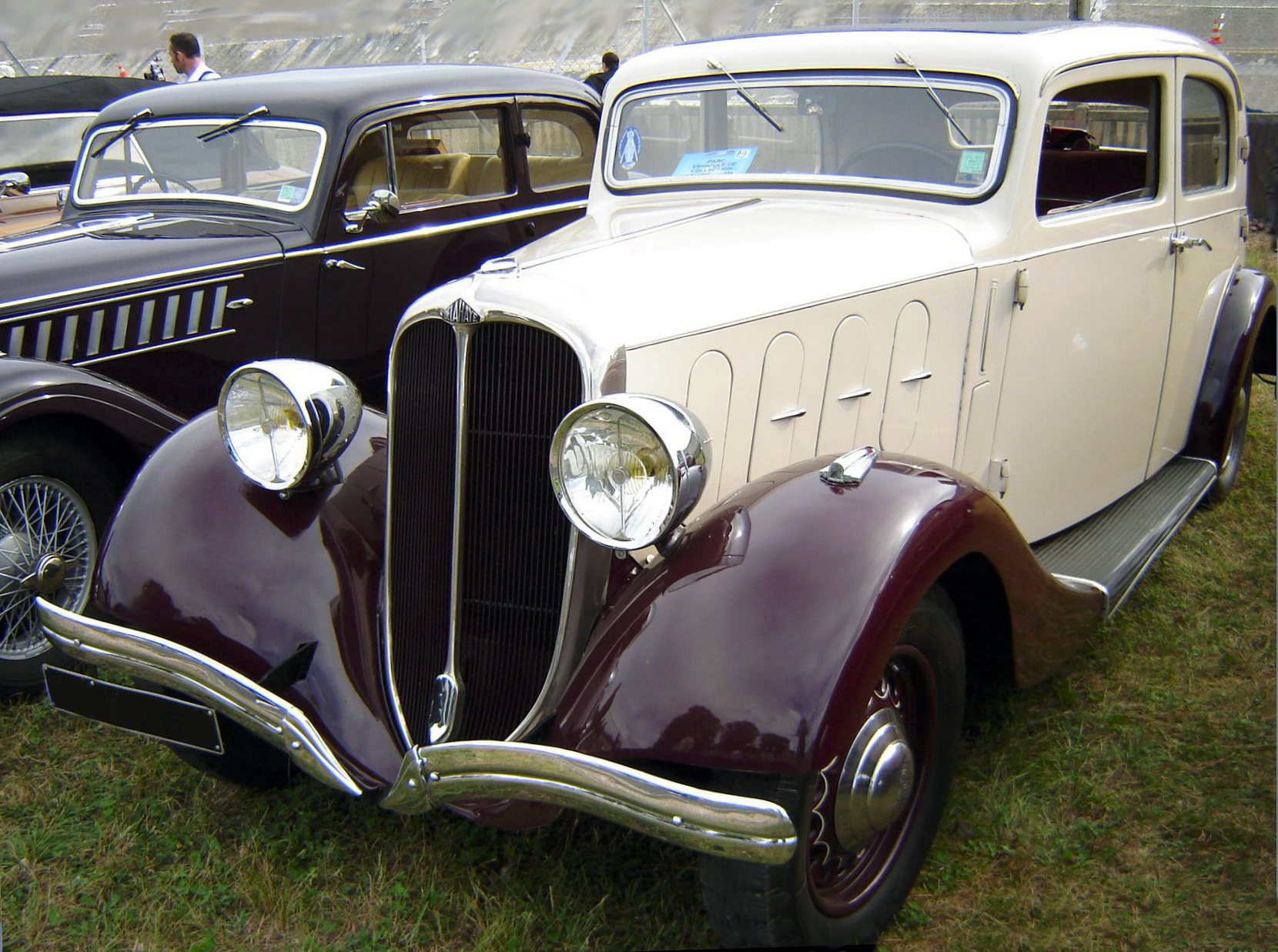
Delahaye Type 134

Der Delahaye 12 CV war eine Pkw-Modellreihe des französischen Automobilherstellers Delahaye. Dabei stand das CV für die Steuer-PS. Zu dieser Modellreihe gehörten: 
- Delahaye Type 3 (1898–1901)
- Delahaye Type 7 (1901–1903)
- Delahaye Type 10 (1902–1906)
- Delahaye Type 92 (1924–1928)
- Delahaye Type 102 (1927–1931)
- Delahaye Type 110 (1930–1931)
- Delahaye Type 114 (1930)
- Delahaye Type 124 (1931–1934)
- Delahaye Type 134 (1933–1946)
- Delahaye Type 144 (1934)
- Delahaye Type 154 (1934–1935)